# 木下利当
木下 利当（きのした としまさ、旧字体：利當）は、備中国足守藩3代藩主。足守藩木下家3代。淡路流槍術（木下流槍術）の開祖。

## 略歴
第2代藩主・木下利房の長男。旗本木下利次の兄。正室は叔父木下延俊の娘。子に木下利貞、瀬川正長、永昌院（関長盛正室）、種（杉原勝興正室）、雪（杉原勝興継室）。官位は従五位下淡路守。
慶長8年に生まれ、同18年（1613年）に駿府を訪れて徳川家康に拝謁する。元和3年（1617年）から江戸に出て将軍徳川秀忠に伺候するようになった。寛永3年（1626年）、将軍の上洛に供奉し、同年8月19日、従五位下・淡路守に叙任された。
寛永14年（1637年）の父の死去により、同年9月に家督を継ぐ。寛永19年（1642年）には仁和寺造営の奉行を務めている。
文武両道に優れ、特に槍術に関しては古今無双と呼ばれるほどの腕前で、その槍術は淡路流、または心流・木下流などの名で世に広まった。剣術でも小野家より小野派一刀流を学び、剣術書『一刀流剣術書』を著わしている。
寛文元年に59歳で死去した。法名を大光院殿剣峯宗利大居士。跡を長男の利貞が継いだ。

## 系譜
- 父：木下利房（1573-1637）
- 母：不詳
- 正室：木下延俊の娘
  - 長男：木下利貞（1627-1679）
- 生母不明の子女
  - 女子：永昌院 - 関長盛正室
  - 次女：種 - 杉原勝興正室
  - 三女：雪 - 杉原勝興継室
  - 次男：瀬川正長（1654-1728） - 瀬川正方の養子